# Das Schwarze Korps

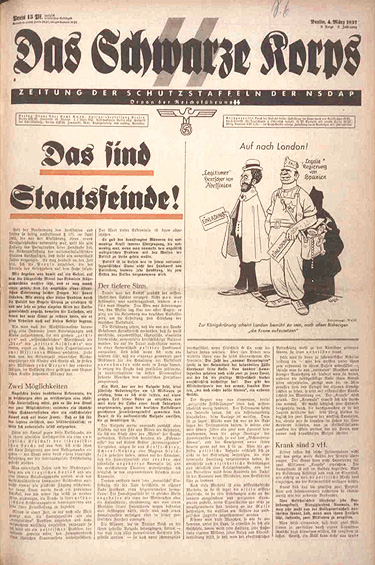
Das Schwarze Korps (1937)

Das Schwarze Korps mit den Untertiteln Zeitung der Schutzstaffeln der NSDAP – Organ der Reichsführung SS galt als das Kampf- und Werbeblatt der SS. Das SS-Blatt erschien im Franz-Eher-Verlag, der auch den Völkischen Beobachter herausgab.
Diese Zeitung erschien jeden Mittwoch im freien Verkauf und jeder SS-Mann war verpflichtet, sie zu lesen und für deren Verbreitung zu sorgen. Schriftleiter war der SS-Führer Gunter d’Alquen, stellvertretender Schriftleiter Rudolf aus den Ruthen.
Das Blatt war kirchenfeindlich, in zahlreichen Artikeln wurde auch gegen Freimaurer und Juden gehetzt.
Hauptsächlich wurde aber die SS verherrlicht und es gab zahlreiche Artikel, die stolz über die Arbeit der SS-Totenkopfstandarten in den Konzentrationslagern berichteten; so berichtet zum Beispiel der Artikel K.Z. und seine Insassen (Heft 7 vom 13. Februar 1936, S. 10) über das Konzentrationslager Esterwegen.
Die erste Ausgabe des Schwarzen Korps erschien am 6. März 1935 mit einer Auflage von 70.000 Exemplaren. Im November desselben Jahres waren bereits 200.000 und Ende 1944 rund 750.000 Stück aufgelegt. Die letzte Ausgabe erschien im April 1945.
Die Zeitung wurde in enger Zusammenarbeit mit dem SS-eigenen Geheimdienst, dem Sicherheitsdienst des Reichsführers SS (SD), herausgegeben. Alle Meldungen und Nachrichten waren mit diesem abgesprochen, so versorgte der SD die Zeitung regelmäßig mit neuen Artikeln.
Die Zuschriften der Rubrik „Leserzuschriften mit der Bitte um Stellungnahme/Kenntnisnahme“ gingen unverzüglich an den Sicherheitsdienst und konnten u. U. die direkte Verhaftung eines Beschuldigten nach sich ziehen, da diese Meldungen bzw. Leserbriefe der Gestapo übergeben wurden.